# خائن (فیلم ۱۹۵۷)
«خائن» (انگلیسی: The Traitor (1957 film)) یک فیلم است که در سال ۱۹۵۷ منتشر شد. از بازیگران آن می‌توان به کریستوفر لی اشاره کرد.